# Marquesado de Ballestar
El marquesado de Ballestar es un título nobiliario español creado por el rey Fernando VII el 6 de marzo de 1820, con el vizcondado previo de Llanoflorido, en favor de Ignacio de Molina y Rada de Frailla, general de brigada y regidor de Zaragoza.

## Marqueses de Ballestar
|                           | Titular                             | Periodo                   |
| Creación por Fernando VII | Creación por Fernando VII           | Creación por Fernando VII |
| ------------------------- | ----------------------------------- | ------------------------- |
| I                         | Ignacio de Molina y Rada de Frailla | 1820-¿?                   |
| II                        | María del Carmen Molina Rada        | 1849-¿?                   |
| III                       | María del Carmen Doufourcq y Molina | 1859-¿?                   |
| IV                        | Joaquín Andreu Doufourcq-Salinis    | 1883-¿?                   |
| V                         | Mariano Sancho de la Sala Valdés    | 1911-¿?                   |
| VI                        | María del Carmen Sancho de Pedro    | 1971-hoy                  |

## Historia de los marqueses de Ballestar
- Ignacio de Molina y Rada de Frailla, I marqués de Ballestar, brigadier de infantería y regidor de Zaragoza en 1820, caballero de la Real Maestranza de Zaragoza y de la Orden de Carlos III, académico de honor de la Real Academia de Bellas Artes de San Fernando de Madrid en 1824.[1]

El 19 de noviembre de 1849 le sucedió:
- María del Carmen Molina Rada, II marquesa de Ballestar.

El 30 de marzo de 1859 le sucedió:
- María del Carmen Doufourcq y Molina, III marquesa de Ballestar.

El 14 de agosto de 1883 le sucedió:
- Joaquín Andreu Doufourcq-Salinis, IV marqués de Ballestar.

El 20 de febrero de 1911 le sucedió su sobrino:
- Mariano Sancho de la Sala Valdés, V marqués de Ballestar.

Casó con Carmen de Pedro San Gil. El 16 de diciembre de 1971, tras solicitud cursada el 20 de julio del mismo año (BOE del 9 de agosto) y orden del 17 de noviembre para que se expida la correspondiente carta de sucesión (BOE del 10 de diciembre), le sucedió su hija:
- María del Carmen Sancho de Pedro (n. Zaragoza, 13 de noviembre de 1937),VI marquesa de Ballestar.[8]

Casó con Javier García Parada Martínez, licenciado en Derecho y General Interventor de la Defensa.